# واشنطن بلتران
واشنطن بلتران (بالإسبانية: Washington Beltrán Mullin) (و. 1914 – 2003 م) هو سياسي، وصحفي، وكاتب، ومحام من الأوروغواي ولد في مونتيفيديو.

## روابط خارجية
- واشنطن بلتران على موقع مونزينجر (الألمانية)